# محمد يزدي
محمد يزدي (بالفارسية: محمد یزدی) (من مواليد 1931) هو عالم دين شيعى إيراني، تولى عدة مناصب في دولة إيران منها رئاسة السلطة القضائية الإيرانية من 1989 إلى 1999 ورئاسة مجلس خبراء القيادة من 2015 وبعد وفاة الرئيس السابق محمد رضا مهدوي كني إلی 24 مايو 2016 حيث انتخب الأعضاء الجدد لمجلس خبراء القيادة، آية الله أحمد جنتي لرئاسة هذا المجلس.

## النشأة والتعليم
ولد محمد اليزدي في مدينة أصفهان عام 1931، في أسرة مؤمنة وعلمية. كان والده الشيخ علي اليزدي من رجال الدين وهو قد ترك مدينته يزد وانتقل إلى أصفهان بسبب وجود الحوزة العلمية فيها والتحق بها. ترعرع محمد يزدي في مدينة أصفهان ثم تعلم القراءة والكتابة في الكتاتيب. بدأ الدراسة الحوزوية على يد والده ثم انتقل إلى مدينة قم ودخل حوزة قم وتتلمذ فيها على يد كل من آية الله الشيخ مرتضى الحائري وآية الله المرعشي، العلامة الطباطبائي. وبعد إتمام مرحلة السطوح التحق بمرحلة البحث الخارج في حلقات درس السيد البروجردي والشيخ الآراكي والشيخ الآملي والإمام الخميني.

## حياته السياسية

### قبل انتصار الثورة الإسلامية
بعدما انطلقت حركة المعارضة ضد نظام الشاه، وقف إلى جانب أعضاء جماعة مدرسي الحوزة العلمية وقام بمساندتهم والاشتراك في اجتماعاتهم وإصدار ونشر بياناتهم. وقد أدّت نشاطاته المناوئة للحكومة إلی اعتقاله عدة مرات من قبل السافاك.
ونفيه إلی مناطق مختلفة كبندر لنجة، بوشهر ورودبار.

### بعد انتصار الثورة الإسلامية
بعد انتصار الثورة الإسلامية في إيران شغل آية الله يزدي عدة مناصب. فهو ترأس السلطة القضائية الإيرانية بين عامي 1988 و 2008. كما تولی منصب عضوية مجلس صيانة الدستور الإيراني في الدورات الثانية والرابعة والخامسة والسادسة. وهو عضو مجلس خبراء القيادة منذ عام 1991 ونائباً ثانياً لرئيس المجلس منذ 2006. بعد وفاة آية الله مهدوي كني انتخب آية الله محمد يزدي رئيساً لمجلس خبراء القيادة محصلاً على 47 صوتاً من أصوات الحاضرين في المجلس البالغ عددهم 73 عضواً.
كما يشغل آية الله يزدي منصب أمين جمعية المدرسين في حوزة قم العلمية، وأمين المجلس الأعلى للحوزات العلمية وعضوية جمعية المدرسين المناضلين في قم.
ومن سائر المناصب الذي تولاها هي:
- عضوية البرلمان الإيراني منذ عام 1982 إلى 1989.
- نيابة رئيس البرلمان الإيراني في دورتيه الأولى والثانية.
- النيابة في مجلس خبراء الدستور.
- العضوية في مجلس إعادة صياغة الدستور الإيراني.
- تمثيل محافظة طهران في المجلس.
- إدارة مكتب الإمام الخميني في قم.
- عضوية مجلس تسوية المنازعات بين محمد علي رجائي وأبوالحسن بني صدر.[10]

## المؤلفات
كتب آية الله يزدي عدة كتب باللغتين الإنجليزية والفارسية مثل  كتاب المفقود، والإجابة عن اتهامات مردوخ والإمامة في المذهب الشيعي.